# قلق اجتماعي
يُعرف القلق الاجتماعي بأنه قلق في المواقف الاجتماعية. وتتضمن بعض الاضطرابات المرتبطة به كلاً من اضطرابات القلق، واضطرابات المزاج، والتوحد، واضطرابات تناول الطعام، واضطراب تعاطي المخدرات. يتجنب الأفراد ذو القلق الاجتماعي نظرات من حولهم وقليلاً ما يظهرون تعابيراً على وجوههم ويجدون صعوبة في بدء المحادثات ومواصلتها ويمكن التفريق بين سمة القلق الاجتماعي وهو الميول الثابت بالشعور بهذا القلق وبين القلق العام أي الاستجابة المؤقتة لحوافز اجتماعية معينة ويشعر 90% تقريباً من الأشخاص بنوع من أنواع القلق الاجتماعي مثل الخجل في مرحلة ما من حياتهم ونصف الذين يعانون من أية مخاوف اجتماعية ينطبق عليهم اضطراب القلق الاجتماعي. يعمل القلق الاجتماعي على زيادة التيقظ والانتباه للتفاعلات الاجتماعية وتثبيط التصرفات الاجتماعية غير المرغوبة ويحفز الإعداد للمواقف الاجتماعية مثل مواقف الأداء.

## المراحل

### تطور الطفل
يعد القلق الاجتماعي شعوراً طبيعياً وضرورياً للأداء الاجتماعي الفعال والنمو التطوري ويؤدي التقدم المعرفي وكثرة الضغوطات للإصابة بالقلق الاجتماعي المتكرر في أواخر مرحلة الطفولة وأوائل المراهقة فيبيّن المراهقون أن أكثر أنواع القلق شيوعاً فيما بينهم ترتكز على العلاقات بين زملائهم الذين ينجذبون إليهم، ورفض الأقران لهم، والحديث مع العامة، والاحمرار خجلاً، وعي الذات، الشعور بالذعر، والتصرف السابق ولكن يتخطى معظم المراهقين خوفهم ويوفون احتياجاتهم الأنمائية ولكن شخصت إصابة أعداد متزايدة من الأطفال بالقلق الاجتماعي وقد يؤدي هذا لمشاكل في التعليم إن لم تراقب عن كثب يعزى جزء من هذا القلق الاجتماعي للخوف من انتقاد الآخرين. ويسبب القلق الاجتماعي عند الأطفال أسى شديد على النشاطات اليومية مثل اللعب مع الأطفال، أو القراءة داخل الصف، أو التحدث إلى البالغين. ومن ناحية أخرى، يتصرف بعض الأطفال الذين يعانون من القلق الاجتماعي بغرابة بسبب خوفهم، وتكمن مشكلة تحديد اضطرابات القلق الاجتماعي عند الأطفال في صعوبة تحديد الاختلاف بينه وبين الخجل الأساسي.

### البالغين
يسهل تحديد القلق الاجتماعي بين البالغين بسبب ميلهم لتجنب أية مواقف اجتماعية وتجنب التواصل مع الآخرين. تتضمن أنواع القلق الاجتماعي الشائعة عند البالغين كلاً من القلق الأدائي، والقلق من مخاطبة الجماهير، ورهاب المسرح، والخجل، وقد تتخذ جميعها أنواع سريرية أي تصبح اضطرابات قلق. 
تشمل معايير التفرقة بين الأنواع السريرية وغير السريرية للقلق الاجتماعي- حدة الاضطرابات ومستواياتها السلوكية والنفسية الجسدية (عدم الارتياح) بالإضافة إلى طبيعة الخوف المتوقعة وقد يصنف القلق الاجتماعي حسب النطاق الواسع المسبب للمواقف الاجتماعية على سبيل المثال، (رهاب تناول الطعام علناً يعد نطاقا موقفي ضيق جداً في حين أن نطاق الخجل قد يكون أوسع) فالشخص قد يخجل من فعل العديد من الأمور في ظروف مختلفة. وتقسم أنواع الاضطرابات السريرية للرهاب الاجتماعي لعام أي اضطراب القلق الاجتماعي ورهاب اجتماعي محدد.

## الاضطراب
قالب:المقال الأساسي: اضطراب القلق الاجتماعي
يعد اضطراب القلق الاجتماعي (SAD) والذي يعرف أيضاً بالرهاب الاجتماعي قلقاً يتسم بكمية كبيرة من الخوف في موقف اجتماعي أو عدة مواقف مسببة أسى شديداً وعجزاً في أداء المهمات في بعض أجزاء الحياة اليومية على الأقل، كما قد يتسبب تدقيق الآخرين الفعلي أو المتصور في هذه المخاوف.
وتتضمن الأعراض الجسدية عادةً كلاً من الإحمرارالشديد، والتعرق المفرط، والارتجاف، والخفقان، والغثيان، وقد يظهر عَرَض التعلثم، وسرعة التحدث، وقد تحدث أيضاً نوبات ذعر في ظل عدم الارتياح والخوف الشديد وقد يلجأ بعض ممن يعانون إلى تعاطي الكحول أو المخدرات لتخفيف الخوف والكبت في المناسبات الاجتماعية، وتشيع هذه الطريقة عند الذين يعانون من الرهاب الاجتماعي خاصة إذا كانوا غير مشخصين أو غير معالجين أو كلاهما ولكن قد يؤدي هذا إلى إدمان الكحول واضطرابات في تناول الطعام أو أية أنواع أخرى من تعاطي المواد الإدمان. وقد يشار إلى اضطراب القلق الاجتماعي ب«مرض فقدان الفرص» حيث «يقدم الأفراد على اختيارات كبرى في حياتهم لاستيعاب مرضهم». والمعايير التشخيصية الأساسية لاضطراب القلق الاجتماعي هي الخوف من أن يكون الشخص محط الأنظار، أو الخوف من التصرف بطريقة محرجة أو مهينة، والتجنب، وأعراض القلق يمكن أن تستخدم مقاييس التقييم المعيارية لتشخيص اضطراب القلق الاجتماعي وقياس شدة القلق.
وأول علاج له هو العلاج السلوكي المعرفي (CBT) مع الأدوية المقترحة فقط لهؤلاء غير المهتمين بالعلاج، ويعد فعالاً في علاج الرهاب الاجتماعي سواء كان فردياً أو في مجموعة. تسعى العناصر السلوكية والمعرفية لتغيير أنماط التفكير والتفاعلات الجسدية للمواقف المحفزة للقلق. وقد تزايد (ازداد) الاهتمام المُبدى لاضطراب القلق الاجتماعي منذ 1999 مع الموافقة على أدوية هذه المعالجة وتسويقها. تتضمن الأدوية الموصوفة عدة درجات من مضادات الاكتئاب: مثبطات استرداد السيروتونين الانتقائية، ومثبطات استرداد سيروتونين الإبنيفرين، ومثبط أكسيداز أحادي الأمين. وتتضمن الأدوية الشائعة الاستخدام الأخرى حاصرات بيتا وبنزوديازيبين. ويعد هو أكثر اضطراب قلق شائع حيث يصاب 10% من الأشخاص به في مرحلة ما من حياتهم.

## العلامات والأعراض
يعد الإحمرار استجابة نفسية فريدة في البشر وهي استجابة نفسية وعلامة مرتبطة بالقلق الاجتماعي وهو الاحمرار اللاإرادي للوجه والرقبة والصدر تفاعلاً مع التقييم أو الاهتمام الاجتماعي. ولا يحدث فقط استجابة للشعور بالإحراج بل أيضاً استجابة للمشاعر ذات التوجه الاجتماعي مثل الشعور بالعار، والذنب، والخجل، والكبرياء لذا يرى الأشخاص الذين يعانون من قلق اجتماعي عال أنهم يَحْمَرون أكثر من هؤلاء الذين يعد القلق الاجتماعي لديهم منخفضاً ويمكن أن تقاس أنواعه: فهناك الاحمرار التصوري الذاتي وهو مدى اعتقاد الشخص بكمية احمراره، والإحمرارالنفسي ويقاس بالمؤشرات النفسية، والإحمرار الملاحظ وهو الذي يلاحظه الآخرون. ويرتبط القلق الاجتماعي بقوة بالإحمرار التصوري الذاتي ولكنه ضعيف الارتباط بالإحمرار الذي يقاس بالمؤشرات النفسية مثل درجة الحرارة وتدفق الدم للخدين والجبهة ويعد مرتبطاً بدرجة متوسطة بالإحمرار الملاحظ. وتعد العلاقة صغيرة بين الإحمرار النفسي والإحمرار التصوري الذاتي بين هؤلاء الذين يعانون من قلق اجتماعي عال مشيراً إلى أن الأفراد ذوي القلق الاجتماعي العال قد يبالغون في احمرارهم. ويعد القلق الاجتماعي المرتبط بالإحمرار التصوري الذاتي أكثر من أي احمرار آخر مهماً للنماذج المعرفية للإحمرار والقلق الاجتماعي مشيراً إلى أن الأفراد القلقون اجتماعياً يستخدمون كلا من الدلائل الداخلية وأنواع المعلومات الأخرى للتوصل إلى نتائج عن كيفية إبلائهم.

## الانحياز للاهتمام
الأفراد الذين يميلون إلى خوض القلق الاجتماعي يصرفون انتباههم عن تهديد المعلومات الاجتماعية المروعة ويعيرون اهتمامهم لأنفسهم والذي يمنعهم من تحدي التوقعات السلبية المتعلقة بالآخرين ويحافظ على مستويات عالية من القلق الاجتماعي. تصرف أو يصرف الفرد القلق اجتماعياً انتباهه بعيداً حين يتلقى الرفض من شريك في المحادثة ولا يدرك ابداً بأنه في الحقيقة مُرحِب به. الأفراد ذوي القلق الاجتماعي العال يميلون إلى إظهار اهتمام زائد في البداية للنماذج الاجتماعية السلبية مثل الوجوه التي تشكل خطراً متبوعة بتفادي هذه النماذج وهذا يشير إلى نمط ذا حذر شديد متبوعاً بالتفادي يقاس الانتباه في القلق الاجتماعي باستخدام نموذج مسبار نقطي والذي يظهر وجهان متجانبان. أحد الوجهان يعلوه تعبير عاطفي والآخر يعلوه تعبير طبيعي وحين يختفي الوجهان يظهر المسبار في موقع أحد الوجهان. ويكون هذا حالة منسجمة في حين ظهور المسبار في نفس موقع الوجه الذي تعلوه تعابير عاطفية، وحالة غير منسجمة. يستجيب المشاركون للمسبار بضغط الزر والاختلاف في عدد مرات ردة الفعل يكشف الانحيازات الانتباهية. وتكشف هذه المهمة النتائج المختلطة فلا تظهر بعض نتائج الدراسات أية اختلافات بين الأفراد القلقون اجتماعياً وغير القلقون، وبعضها يظهر تجنب جميع الوجوه وبعضها حذرة من الوجوه التي تشكل خطراً. وهناك بعض الأدلة على أن الحذرمن التهديد الذي يواجه المصاب يمكن أن يشخص من خلال التعرض لهذه الوجوه لفترة قصيرة ليست بطويلة مشيرةً إلى حذر شديد في البداية متبوع بالتفادي. وتظهر تجربة الوجه في الجماهير (مواجهة الحشد) أن الأفراد الذين يعانون من القلق الاجتماعي سريعون في تحديد أي وجه غاضب بين جموع من الأشخاص الطبيعيين أو الإيجابيين وبطيئون في تحديد الوجوه السعيدة مقارنة بشخص غير قلق. والنتائج عموماً باستخدام هذه التجربة تعد مختلطة وقد لا تستطيع تحديد الحذر الشديد اتجاه الوجوه الغاضبة في القلق الاجتماعي.
وقد ارتبط التركيز على النفس بالقلق الاجتماعي الزائد وآثاره السلبية ولكن هناك نوعان من التركيز على النفس: التركيز على النفس علناً يظهر فيه الشخص قلقه من أثر تصرفاته على الآخرين وانطباعاتهم وهذا النوع من التركيز على النفس من المتوقع بدرجة كبيرة أن ينجم عنه قلق اجتماعي. وترتبط الأنواع الأخرى الخاصة من الوعي الذاتي أي الأهداف المتمحورة حول الفرد بأنواع أخرى من الآثار السلبية.
يشير البحث العلمي الأساسي أن الانحياز المعرفي يمكن تعديله وقد تبين أن تدريب تعديل التحيز الانتباهي يعد مؤثراً مؤقتاً على القلق الاجتماعي.

## المقاييس
تقاس سمة القلق الاجتماعي غالباً بالتقارير الذاتية ولكن هذه الطريقة محدودة ومع ذلك تعد الاستجابات الذاتية أكثر مؤشر يمكن الوثوق به عن حالة الشخص. وتتضمن المقاييس الأخرى من القلق الاجتماعي المقابلات التشخيصية، والأدوات المدارة سريرياً، والتقييمات السلوكية. لا يوجد مقياس عن سمة القلق الاجتماعي يُظْهر جميع الخصائص النفسية بما فيها الأنواع المختلفة من الصحة: صحة المحتوى، وصحة المعايير، وصحة البناء، والأنواع المختلفة من المصداقية والاتساق الداخلي. وتصنف كلاً من مقاييس SIAS و SIAS-6A و-6B بأنها الأفضل. وتتضمن هذه المقاييس:
- الخوف من التقييم السلبي و الخوف القصير من التقييم السلبي
- استبانات قياس الخوف والرهاب الاجتماعي
- مقياس القلق من التفاعل
- مقياس ليبويتز في التقرير الذاتي عن القلق الاجتماعي
- مواقف التقييم الاجتماعي عند البالغين
- الأسى والتجنب الاجتماعي
- مقياس الوعي الذاتي
- مقياس القلق التفاعلي الاجتماعي والمقياس الموجز منه SIAS-6A and -6B
- مقياس الرهاب التفاعلي الاجتماعي (مقياس رهاب التفاعل الاجتماعي
- بيان القلق والرهاب الاجتماعي والموجز منه (SPAI-23)
- التجنب الاجتماعي للمواقف

## أنظر
- الضغط الاجتماعي
- الانطوائية
- العزلة الاجتماعية
- الكبت الاجتماعي
- الخرس الاختياري
- الخوف من الأماكن المكشوفة
- الأشخاص بالغوا الحساسية
- اضطراب اكتئابي حاد
- اضطراب الوسواس القهري
- الرفض الاجتماعي
- التوحد